# Antycypacyjna polityka strukturalna
Antycypacyjna polityka strukturalna – jeden z kierunków polityki strukturalnej, obejmujący wszystkie przedsięwzięcia państwa zmierzające do ułatwiania przedsiębiorcom dostosowania się do nowych warunków gospodarowania w przyszłości. Głównym celem polityki antycypacyjnej jest ułatwienie przesunięć zasobów kapitału i pracy do gałęzi wzrostowych (zazwyczaj są to gałęzie zupełnie nowe, tzw. gałęzie wysokiej techniki). 